# Dirck Helmbreeker

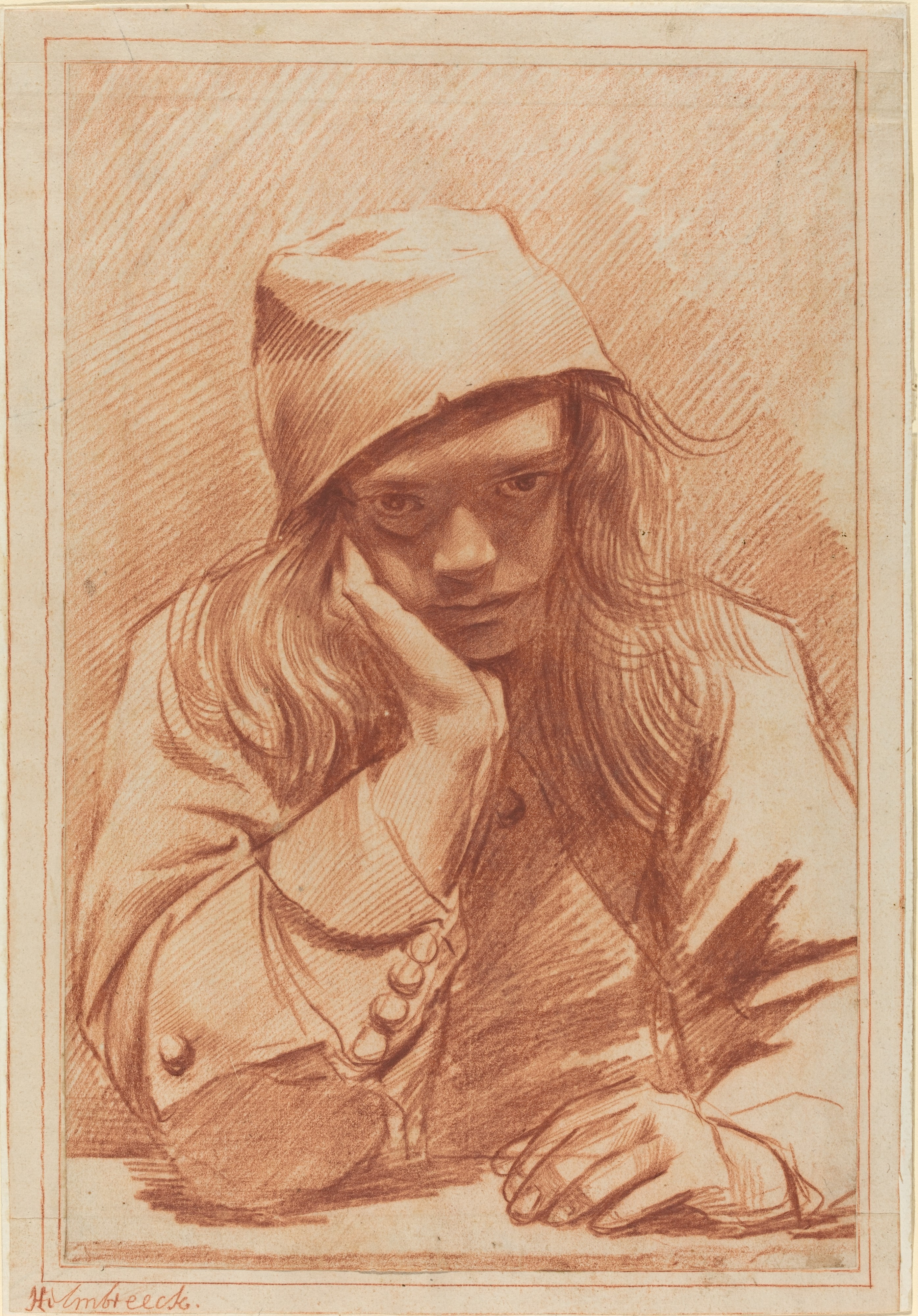
Zelfportret, National Gallery of Art, Washington D.C.

Dirck Helmbreeker - vele naamvarianten komen voor (Haarlem, 1633 - Rome, 1696) was een Nederlands kunstschilder en tekenaar uit de periode van de Gouden Eeuw. Hij vervaardigde portretten en (italianiserende) landschappen.
Helmbreeker was een zoon van Cornelis Helmbreecker, componist, klokkenist en organist van de Haarlemse Grote of Sint-Bavokerk. Hij leerde het schildersvak bij Pieter de Grebber. In 1652 werd hij lid van het plaatselijke Sint-Lucasgilde. Kort daarop reisde hij met Cornelis Bega en enkele andere vakgenoten naar Italië. Hij bezocht er steden als Venetië, Turijn, Florence en Napels, maar vestigde zich rond 1659 in Rome. Hier sloot hij zich aan bij de Bentvueghels.
Vanaf 1678 was hij enige jaren in Parijs, waar hij onder meer samenwerkte met Frederik de Moucheron. Na drie jaar keerde hij terug naar Italië.
Het werk van de schilder was geliefd in Rome en verzamelaars betaalden er grote sommen geld voor. Houbraken vermeldt dat Helmbreeker een godvruchtig man was, die veel van zijn geld aan de armen van Rome schonk.